# Apogon deetsie
Apogon deetsie är en fiskart som beskrevs av Randall, 1998. Apogon deetsie ingår i släktet Apogon och familjen Apogonidae. Inga underarter finns listade i Catalogue of Life.